# سرجیو آلمیرون
سرجیو اسکار آلمیرون (اسپانیایی: Sergio Oscar Almirón‎؛ زادهٔ ۲۵ سپتامبر ۱۹۸۵) یک بازیکن فوتبال اهل آرژانتین است که در پست مهاجم بازی می‌کند.
وی سابقهٔ بازی کردن در تیم نیولز اولد بویز آرژانتین را در کارنامه دارد.